# الانتخابات العامة اليابانية 2017
الانتخابات العامة ال 48 لأعضاء مجلس النواب (第48回衆議院議員総選挙 dai-yonjūhachikai Shūgiin giin sōsenkyo) في 22 تشرين الأول / أكتوبر 2017. وجرى التصويت في جميع الدوائر الانتخابية في اليابان.